# Бергштрассе-Оденвальд (природний парк)
49°39′15″ пн. ш. 8°34′05″ сх. д. / 49.6541° пн. ш. 8.56793° сх. д.
Природний парк Бергштрассе-Оденвальд (нім. Geo-Naturpark Bergstraße-Odenwald) — природний парк на півдні Німеччини площею 3500 км², розташований між річками Рейн, Майн та Неккар. 
На півдні місцями перетинається з природним парком Неккарталь-Оденвальд на території Баден-Вюртембергу. 
На сході межує з баварським природним парком Шпессарт на річці Майн. Природний парк охоплює частини федеральних земель Баден-Вюртемберг, Баварія та Гессен.
Парк має дуже високий рівень георізноманіття та представляє широке розмаїття ландшафтів з надзвичайно різноманітним геологічним ґрунтом: від заплав Рейну до терас долини Рейну, передгір'їв та крайових висот Бергштрассе в Кристалічному Оденвальді та далі через Пісковиковий Оденвальд до районів мушлевого вапняку Бауланду.
Природний парк охоплює Гессенський Рід та Бергштрассе на заході, густо вкритий лісом низькогірний хребет Кристалічний Оденвальд та Пісковиковий Оденвальд, а також долину Майн на сході. 
На півночі природний парк простягається до пагорбів Мессель, а на півдні — до долини Неккар.

## Туристичні пам'ятки
- Мессельський кар'єр, об'єкт Світової спадщини
- Об’єкт Світової спадщини Лорське абатство
- Природний заповідник Кюкопф-Кноблоксауе(інші мови) поблизу Штокштадт-ам-Райн
- Неккар-Оденвальдський лімес(інші мови)
- Фельзенмер(інші мови) поблизу Райхенбаху(інші мови) в природному заповіднику «Фельсберг поблизу Райхенбаху[de]»
- Ущелина Обрунн[de] між Гекст-ім-Оденвальд і Рімгорном[de]
- Гайдельберг із Гайдельберзьким замком
- Лесова стіна Гаарласа в Гайдельберзі, перший науковий опис якої Карл Цезар фон Леонгард в 1824 році призвів до введення терміна «лес».
- Катценбукель(інші мови) – найвища точка в Оденвальді заввишки 626,8 м
- Оденвальдський музей просто неба[de] у Вальдюрн-Готтерсдорфі
- Сталактитова печера Еберштадт(інші мови) поблизу Бухену
- Природоохоронний центр Бергштрассе біля Бенсгайму
- Відвідувальна шахта Грубе Марі в Кольбаху[de] поблизу Гоензаксену
- Центр для відвідувачів шахти Анни-Елізабет поблизу Шрісгайму
- Церква Святої Марії в Ліхтенклінгені